# Het Muziektheater

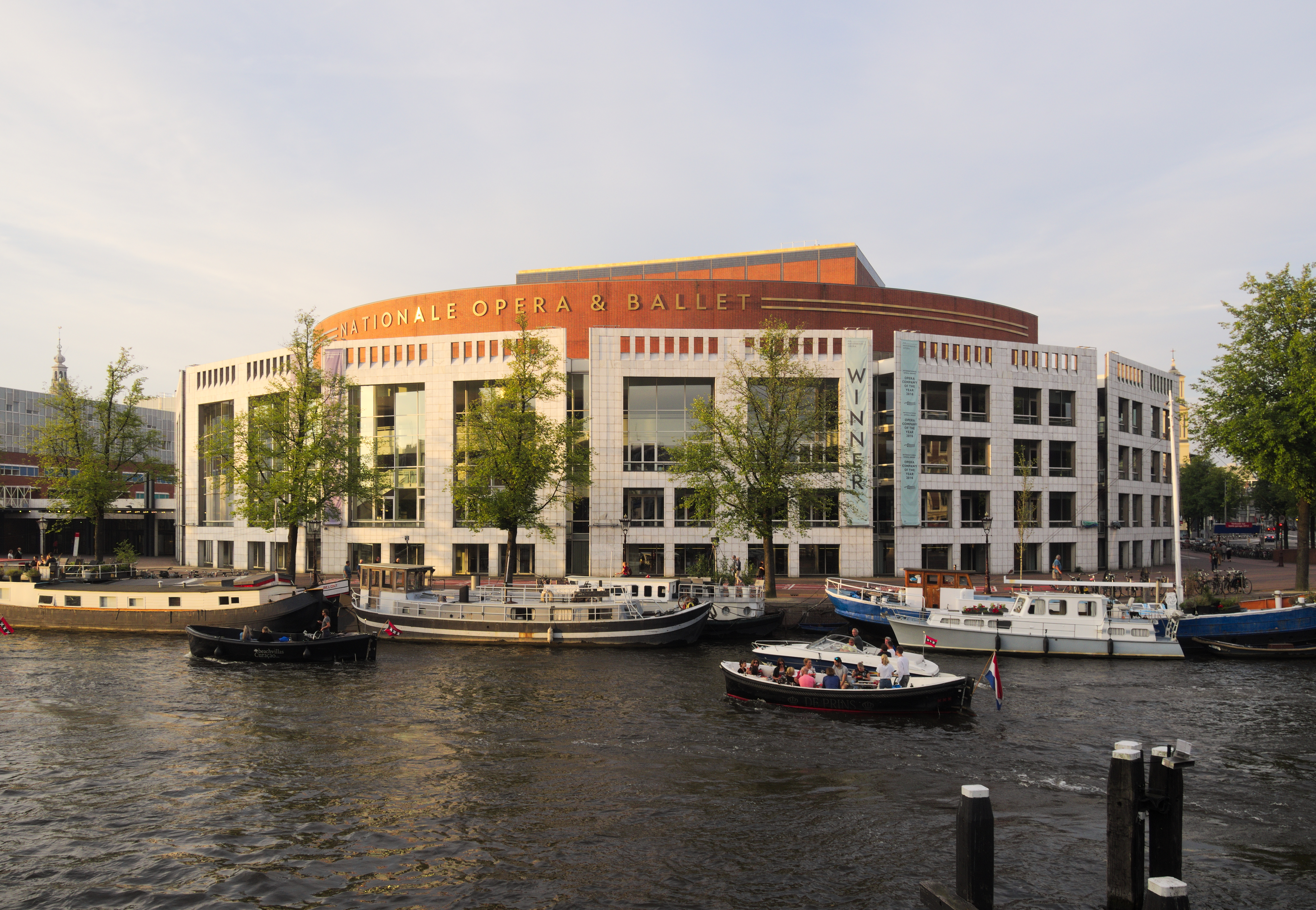
Il Muziektheater visto dalle rive del fiume Amstel.

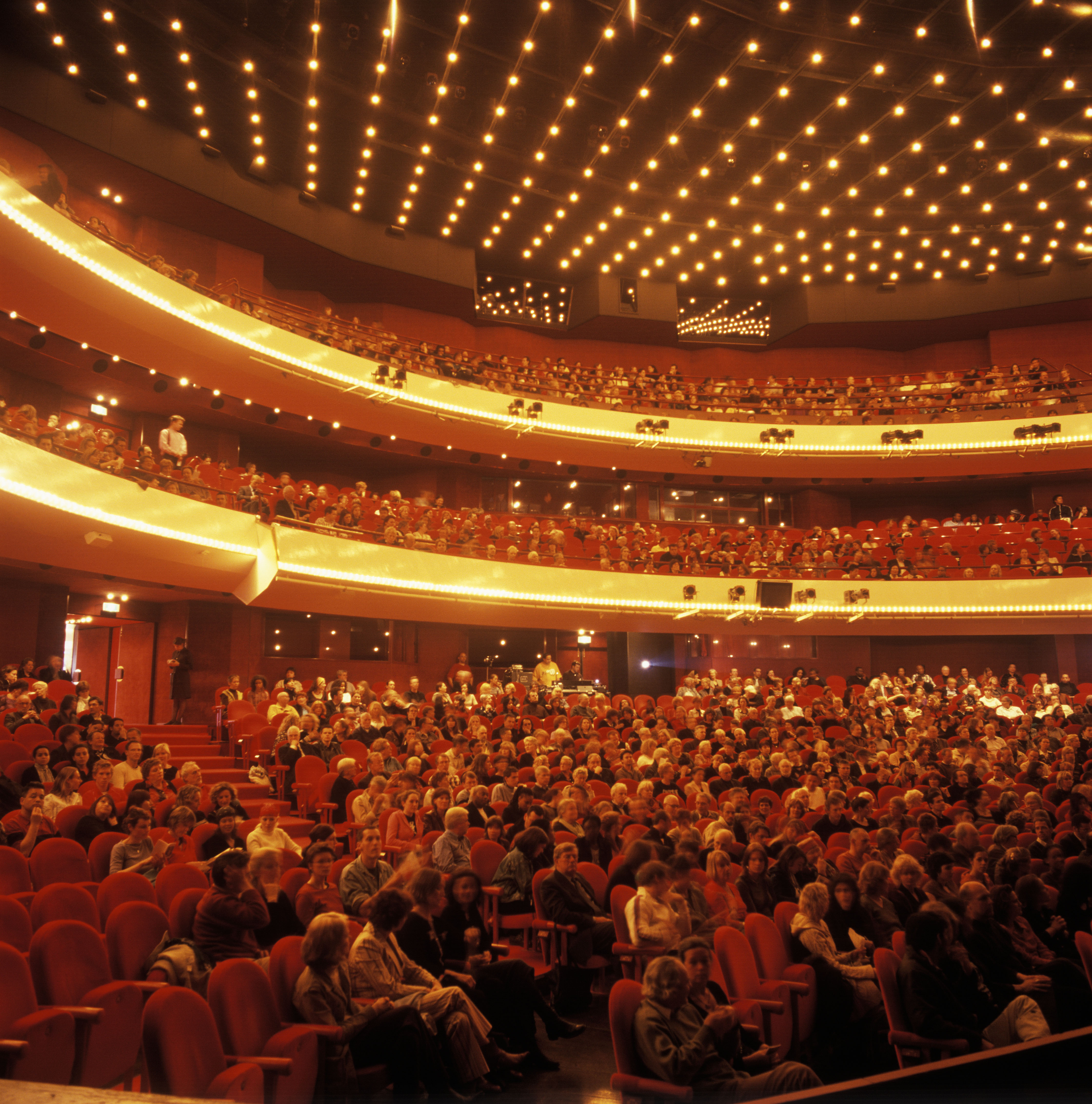
La sala

Il Muziektheater (noto come Het Muziektheater, in italiano il teatro musicale) è un teatro di Amsterdam, inaugurato il 23 settembre 1986.
Il complesso che lo ospita è situato ai bordi del fiume Amstel, in una delle zone più antiche della città, ed include anche il municipio ed è noto quindi come Stopera, una parola macedonia di stadhuis (olandese: "municipio") e opera.
Fu costruito per incentivare l'opera, il balletto e altre espressioni di teatro musicale. È la sede in cui si esibiscono De Nederlandse Opera (la compagnia dell'Opera nazionale), Het Nationale Ballet (il complesso del Balletto Nazionale), la Holland Symphonia e alcune compagnie straniere (sono invitati cantanti celebri e danzatori provenienti da tutto il mondo). Il repertorio è quello dei grandi classici internazionali, ma il programma riserva anche qualche spettacolo meno conosciuto.
Nel periodo compreso tra giugno e settembre, ogni giorno è possibile assistere gratuitamente a concerti o spettacoli di balletto.